# Cantón de Gençay
El cantón de Gençay era una división administrativa francesa, que estaba situada en el departamento de Vienne y la región de Poitou-Charentes.

## Composición
El cantón estaba formado por diez comunas:
- Brion
- Champagné-Saint-Hilaire
- Château-Garnier
- Gençay
- La Ferrière-Airoux
- Magné
- Saint-Maurice-la-Clouère
- Saint-Secondin
- Sommières-du-Clain
- Usson-du-Poitou

## Supresión del cantón de Gençay
En aplicación del Decreto nº 2014-264 de 27 de febrero de 2014, el cantón de Gençay fue suprimido el 22 de marzo de 2015 y sus 10 comunas pasaron a formar parte; cinco del nuevo cantón de Civray y cinco del nuevo cantón de Lusson-les-Châteaux.